# Zuhr
Zuhr (arabisk: صلاة الظهر, ṣalāt aẓ-ẓuhr) er en af islams fem tidebønner (salat). Dhuhr udføres mellem middag og starten af asr og består af fire Raka'ah.
| Islam | Spire Denne islamartikel er en spire som bør udbygges. Du er velkommen til at hjælpe Wikipedia ved at udvide den. |